# Rio Perimbó
Rio Perimbó är ett vattendrag i Brasilien.   Det ligger i delstaten Santa Catarina, i den södra delen av landet, 1 300 km söder om huvudstaden Brasília.
Omgivningarna runt Rio Perimbó är en mosaik av jordbruksmark och naturlig växtlighet. Runt Rio Perimbó är det ganska tätbefolkat, med 65 invånare per kvadratkilometer.